# Феодосийское
Феодоси́йское (до 1948 года Ново-Ахты́рка, до 1876 года Мама́т-Шаку́л; укр. Феодосійське, крымскотат. Mamat Şaqul, Мамат Шакъул) — исчезнувшее село в Советском районе Республики Крым, располагавшееся на востоке района, в степном Крыму, на правом берегу реки Мокрый Индол, примерно в 1,5 км к северу от современного села Марково.

## История
Село Ново-Ахтырка было основано, судя по положению на картах, на месте опустевшей деревни Мамат-Шакул.
Идентифицировать Мамат-Шакул среди, зачастую сильно искажённых, названий деревень Ширинского кадылыка Кефинскаго каймаканства в Камеральном Описании Крыма 1784 года не удалось, не значится деревня и в Ведомости о числе селении, названиях оных, в них дворов… состоящих в Феодосийском уезде от 14 октября 1805 года, но на военно-топографической карте 1817 года деревня Шокул (территориально — в Байрачской волости Феодосийского уезда) обозначена с 28 дворами. После реформы волостного деления 1829 года Манкуль, согласно «Ведомости о казённых волостях Таврической губернии 1829 года», отнесли к Учкуйской волости (переименованной из Байрачской). Затем, видимо, вследствие эмиграции крымских татар в Турцию, деревня значительно опустела и на карте 1836 года в деревне 7 дворов, а на карте 1842 года Мамат Шакул обозначен условным знаком «малая деревня», то есть, менее 5 дворов.
В 1860-х годах, после земской реформы Александра II, деревню приписали к Шейих-Монахской волости. Согласно «Списку населённых мест Таврической губернии по сведениям 1864 года», составленному по результатам VIII ревизии 1864 года, Мамат-Шакул — владельческая русская деревня с 8 дворами и 27 жителями при речке Мокром Эндоле. На трёхверстовой карте 1865—1876 года деревня Мамат-Шакул обозначена с 3 дворами. Затем Мамат-Шакул из доступных документов исчезает.
Селение на месте Мамат-Шакула было возрождено, как зерносовхоз «Феодосийский» видимо, в начале 1930-х годов и встречается на карте размещения совхозов и МТС 1934 года. На 1935 год в зерносовхозе «Феодосийский» имелось 25994 гектара пашни, 139 тракторов, 89 комбайнов, ремонтная станция. Уже на карте 1936 года появляется название Ново-Ахтырка.
В 1944 году, после освобождения Крыма от фашистов, 12 августа 1944 года было принято постановление № ГОКО-6372с «О переселении колхозников в районы Крыма» и в сентябре 1944 года в район приехали первые новоселы (180 семей) из Тамбовской области, а в начале 1950-х годов последовала вторая волна переселенцев из различных областей Украины. С 25 июня 1946 года Ново-Ахтырка в составе Крымской области РСФСР. Указом Президиума Верховного Совета РСФСР от 18 мая 1948 года, Ново-Ахтырку (как село Советского района) переименовали в Феодосийское. 26 апреля 1954 года Крымская область была передана из состава РСФСР в состав УССР. Время включения в Краснофлотский сельсовет пока не установлено: на 15 июня 1960 года село уже числилось в его составе.
Указом Президиума Верховного Совета УССР «Об укрупнении сельских районов Крымской области», от 30 декабря 1962 года Советский район был упразднён и село присоединили к Нижнегорскому. 8 декабря 1966 года Советский район был восстановлен и село вновь включили в его состав. Ликвидировано в период с 1968 года, когда Феодосийское ещё записано в составе Краснофлотского сельсовета и 1977, когда уже значилось в списках упразднённых.